# Mitchell Larson
Mitchell Larson (Rochester, ) é um roteirista estadunidense, reconhecido internacionalmente por escrever episódios para desenhos animados, como My Gym Partner's a Monkey, Foster's Home for Imaginary Friends e My Little Pony: Friendship Is Magic.
Larson escreveu Pennyroyal Academy, distribuído em 2014 pela G. P. Putnam's Sons, o qual recebeu muitas avaliações pela crítica estadunidense, por exemplo, editoriais da The New York Times.